# Manthali (Ramechhap)
Manthali (nep. मन्थली) – gaun wikas samiti w środkowej części Nepalu w strefie Dźanakpur w dystrykcie Ramechhap. Według nepalskiego spisu powszechnego z 2001 roku liczył on 1150 gospodarstw domowych i 5053 mieszkańców (2444 kobiet i 2609 mężczyzn).